# Победзиска
Победзиска (пол. Pobiedziska, нем. Pudewitz) — город в Польше, входит в Великопольское воеводство, Познанский повят. Имеет статус городско-сельской гмины. Занимает площадь 10,16 км². Население 8271 человек (на 2005 год).

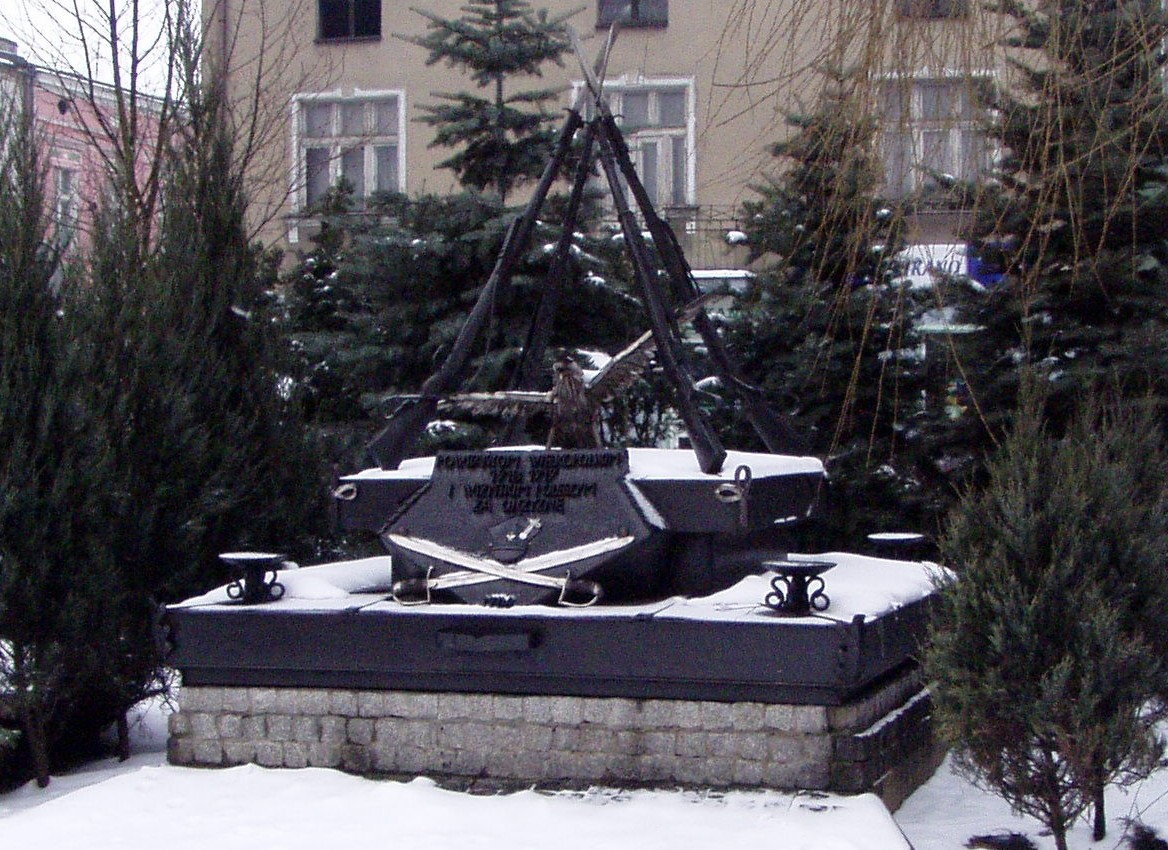
Памятник